# Barbus magniatlantis
Barbus magniatlantis es una especie de peces de la familia Cyprinidae, orden Cypriniformes. Son peces dulceacuícolas endémicos de los uadi de montaña del Atlas, Marruecos.
Como otras especies de barbos marroquíes, su situación taxonómica es discutida, pudiendo formar parte del género Luciobarbus.